# Hita (Oita)
Hita (日田市, Hita-shi) is een Japanse stad in de prefectuur Oita. In 2014 telde de stad 67.840 inwoners.

## Geschiedenis
Op 11 december 1940 werd Hita benoemd tot stad (shi). In 2005 werden de gemeenten Amagase (天瀬町), Oyama (大山町) en de dorpen Kamitsue (上津江村), Maetsue (前津江村) en Nakatsue (中津江村) toegevoegd aan de stad. 

## Sport
Bij het dorp Kamitsue ligt het Autopolis circuit in gebruik voor landelijke raceklasses.
Steden:
Beppu · Bungo-Ōno · Bungotakada · Hita · Kitsuki · Kunisaki · Nakatsu · Ōita (hoofdstad) · Saiki · Taketa · Tsukumi · Usa · Usuki · Yufu

Districten:
Hayami · Higashikunisaki · Kusu
Gemeenten per district